# Leul Sfântului Marcu

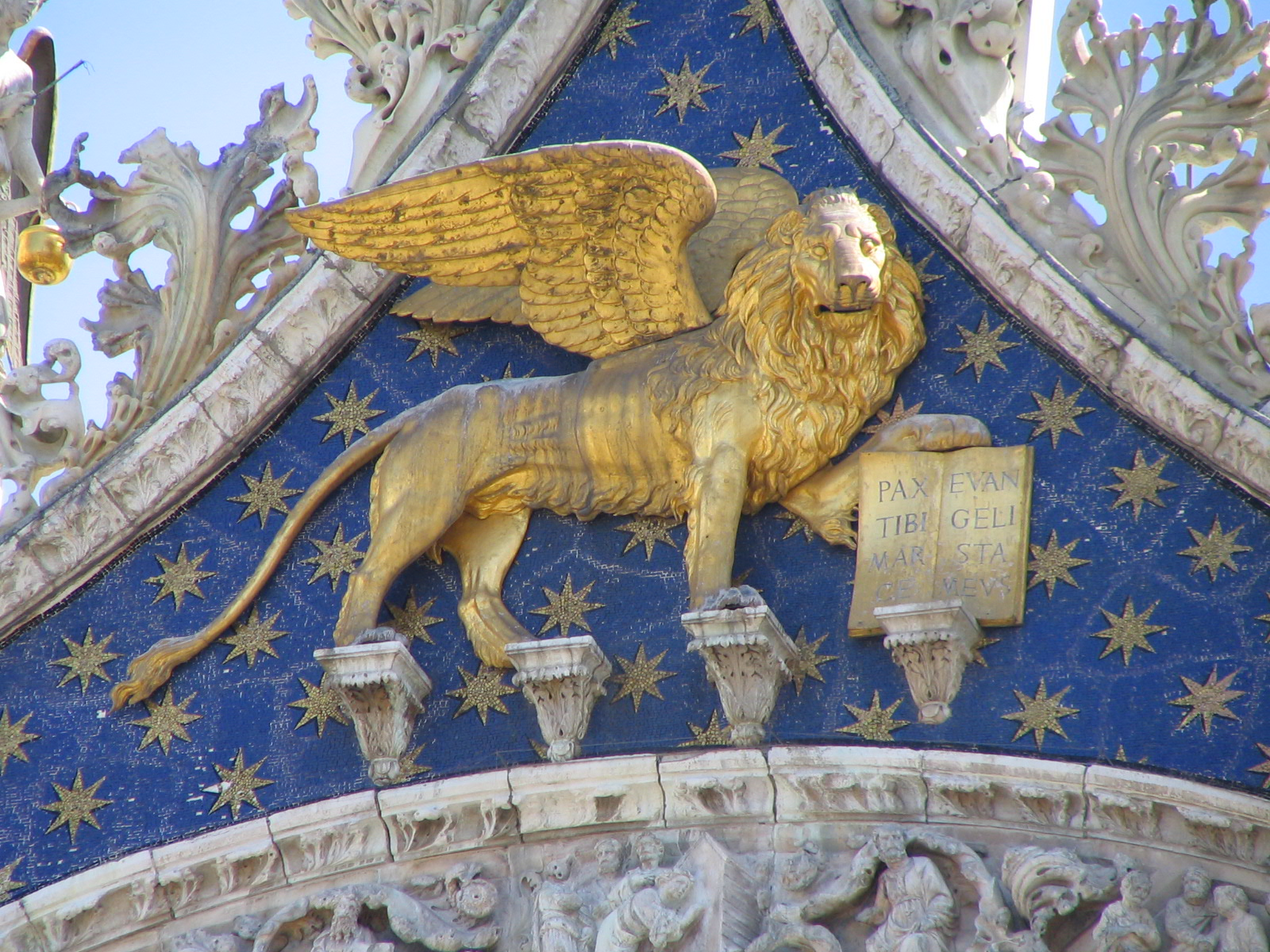
Leul Sfântului Marcu, fațada Bazilicii San Marco din Veneția

Leul Sfântului Marcu este o reprezentare zoomorfă a unui leu înaripat care apare pe efigii, ca statuie, reprezentări iconografice sau stindarde. El este asociat evanghelistului Marcu ale cărui narații apar în Noul Testament al Bibliei sau "Sfintei Scripturi" creștine. 
El a fost timp de un mileniu simbolul Serenisimei Republici Venețiene și este asociat în continuare cu orașul italian Veneția.
Sfântul Marcu a fost tradițional ales ca patron principal al Veneției alături de Sfântul Teodor, al cărui rol a fost diminuat în timp.
Leul "marcian" venetian își are originile în Assyria, antedatându-l pe leul lui Iuda (sau din Iudeea), tot de tradiție biblică dar în filiația Vechiului Testament. Aripile i s-au adaugat atunci cand el a fost asociat cu evanghelistul Noului Testament Marcu. Leul lui Iuda (personaj pomenit în capitolul Facerea al Vechiului Testament), figurează pe drapelul de azi al Ierusalimului. 
Leul lui Iuda, preluat de creștinii adepți ai scrierilor Noului Testament devine simbolul lui Isus Hristos (alături de miel și pește). Deviza leului lui Marcu, "Pax tibi, Marce, evangelista meum!" interpretându-se prin "Meum = al meu = al lui Iehoșua cristul". 
Venețienii medievali au plasat statuia unuia din cei doi patroni ai lor, Sfântul Teodor pe una din cele două columne de granit, de o înalțime apreciabilă, care le-au adus cu ei din Levant. Pe piedestalul celeilalte columne au preferat să nu plaseze o statuie propriu-zisă a Sfântului Marcu ci mai degrabă o statuie a simbolului acestuia: un leu. Această statuie, turnată în bronz, a fost modificată și restaurată de câteva ori în decursul timpului: aripile și coada exagerat de lungă fiind adaosuri ulterioare. Leul, în forma sa originală, relevă influențe ale artei vechi asiriene respectiv persane antice. Prin tradiție, se consideră că statuia originală a leului a fost adusă din Siria de neguțători venețieni.
În unele orașe care au fost parte a teritoriilor venețiene timp de secole, cum ar fi Chalkis în insula grecească Euboea (numită de venețieni Negroponte), leul Sfântului Marcu apare gravat în marmură pe casa Căpitanilor ('Bailo") venețieni ca având în loc de bot zoomorf, un cioc avian, aidoma grifonilor.
Simbolistica leilor înaripați este una a păcii și aceștia se pot vedea într-o multitudine de alte locații cum ar fi templele asiriene și Porțiile lui Xerxes la Persepolis și leul înaripat de la Babylon.
Un leu-grifon cu aripi figurează în prezent pe stema oficială a Republicii Crimeea (vezi stema Crimeei) cărui conexie cu cel venețian dă naștere la o dilemă heraldică complexă care necesită investigații ample.

## Alte imagini de lei ai Sfântului Marcu
- Un leu al Sfantului Marcu in Dalmația azi croată din 1543[nefuncțională]